# Cochlespira elegans
Cochlespira elegans är en snäckart som först beskrevs av Dall 1881.  Cochlespira elegans ingår i släktet Cochlespira och familjen Cochlespiridae. Inga underarter finns listade i Catalogue of Life.